# Joey Graziadei
Joseph Michael Graziadei (Royersford, Pensilvania, 24 de mayo de 1995) es una personalidad de televisión y entrenador de tenis estadounidense que es más conocido como el subcampeón de la vigésima temporada de The Bachelorette y como protagonista de la vigesimoctava temporada de The Bachelor. Es el ganador de la trigesimotercera temporada de Dancing with the Stars.

## Primeros años
Graziadei nació y creció en Royersford, Pensilvania, hijo de Nick y Cathy. Tiene dos hermanas: Carly y Ellie. Cuando estaba en la guardería, sus padres se divorciaron después de que su padre se declarara gay.
Graziadei se graduó en la secundaria Spring-Ford en 2013 y después jugó al tenis en la Universidad de West Chester, donde se licenció en 2017 en Comunicación y Estudios de Medios. Durante sus estudios universitarios, fue miembro de la fraternidad Pi Kappa Alpha. Tras graduarse, se trasladó a Hawái.

## Carrera
Antes de aparecer en The Bachelorette, Graziadei era profesor de tenis y embajador de Ike Kuluz en el Club de Kukui'ula, en Koloa, Hawái.

### The Bachelorette
En marzo de 2023, Graziadei fue revelado como concursante de la temporada 20 de The Bachelorette, protagonizada por Charity Lawson. Llegó a los dos finalistas, pero fue rechazado en favor de su compañero Dotun Olubeko.

### The Bachelor
El 21 de agosto de 2023, durante la final en directo de la temporada 20 de Bachelorette, Graziadei fue elegido como protagonista para la temporada 28 de The Bachelor.

### Dancing with the Stars
El 4 de septiembre de 2024, Graziadei fue anunciado como concursante de la temporada 33 de Dancing with the Stars, formando pareja con la bailarina profesional Jenna Johnson. El 26 de noviembre de 2024 fueron coronados ganadores de la temporada, convirtiéndose Graziadei en el primer concursante masculino de The Bachelor en llegar a la final y ganar.

## Vida personal
En la secundaria, a Graziadei le diagnosticaron el síndrome de Gilbert.
El 12 de noviembre de 2023, Graziadei se comprometió con Kelsey Anderson, una concursante de su temporada de The Bachelor. Esto se narró en el final de la temporada, que se emitió el 25 de marzo de 2024.

## Filmografía
| Año  | Título                 | Papel    | Notas                                 |
| ---- | ---------------------- | -------- | ------------------------------------- |
| 2023 | The Bachelorette       | Él mismo | Segundo puesto; temporada 20          |
| 2023 | The Golden Bachelor    | Él mismo | Invitado; temporada 1, episodio 4     |
| 2024 | The Bachelor           | Él mismo | Protagonista; temporada 28            |
| 2024 | 9-1-1                  | Él mismo | Invitado; temporada 7, episodio 4     |
| 2024 | Celebrity Family Feud  | Él mismo | Concursante; temporada 11, episodio 3 |
| 2024 | Dancing with the Stars | Él mismo | Ganador; temporada 33                 |